# Llengües ogoni
Les llengües ogoni (o llengües kegboid) són les cinc llengües que parlen els ogonis i que formen un grup lingüístic que pertany a la família lingüística de les llengües Delta Cross, que són llengües del riu Cross.
Aquest grup lingüístic es divideix en dos sub-grups: les llengües ogoni orientals, el gokana, el khana i el tee i les llengües ogoni occidentals, que són el baan i l'eleme. Totes aquestes llengües es parlen a l'estat de Rivers, al sud de Nigèria. Les llengües ogoni més parlades són el kana i el tee.